# Salsa rosa (pastas)
La salsa rosa es una salsa caliente para pastas, elaborada a base de tomate y crema de leche en partes iguales, utilizada principalmente en las gastronomías de Argentina, Costa Rica y Uruguay. Aunque puede usarse para acompañar cualquier pasta, se recomienda especialmente para aquellas rellenas, como agnolotti, ravioli o tortellini.

## Descripción
Su preparación es sencilla y rápida. Los ingredientes básicos de esta salsa son tomates al natural y crema de leche mezclados en igual proporción y sazonados con sal, pimienta y, según diferentes recetas, con tomillo, pimentón, albahaca u orégano.